# 红娘子
红娘子（?—?），姓名不詳，明末民变中起义军的女将，李岩之妻。
出身于江湖艺人，河南杞縣舉人李信之妻。李信者，逆案中尚書李精白子也。明崇禎十三年，河南大旱，信出粟振饑民，民德之曰：「李公子活我」。红娘子率眾起義，擄信，強委身焉。信逃歸，官以為賊，囚獄中。紅娘子來救，攻破縣衙，饑民應之，共出信。李信後來與盧氏舉人牛金星一起投靠李自成，改信名曰岩。无名氏的《梼杌近志》和吴梅村的《鹿樵纪闻》中，都有李岩與红娘子的一些記載。谷应泰的《明史纪事本末》、彭孙贻的《平寇志》、计六奇的《明季北略》皆未提及红娘子。